# Marcel Verrumo
Marcel Verrumo (Dourado, 24 de outubro de 1989) é um jornalista e escritor brasileiro. 

## Educação e carreira
Jornalista e Mestre em Comunicação pela Unesp. Estudioso dos diálogos entre a crônica e a reportagem na obra de repórteres-cronistas da Belle Époque carioca na virada dos novecentos, em especial nos textos de João do Rio e Benjamim Costallat. 
É autor do livro de crônicas "História Bizarra da Literatura Brasileira" (Editora Planeta, 2017), no qual recontou a trajetória das Letras brasileiras a partir de uma perspectiva curiosa e anedótica, coletânea com a qual foi finalista do 60o Prêmio Jabuti, categoria Crônica. Trabalhou em grandes grupos de Comunicação como Editora Abril, Editora Globo e O Estado de S. Paulo.

## Obras
Livros
- História Bizarra da Literatura Brasileira (Planeta, 2017)

## Prêmios
Prêmios
- Prêmio Abril de Jornalismo: reportagem "Um grito de liberdade" (2016, vencedor);
- Prêmio Jabuti de Literatura: livro "História Bizarra da Literatura Brasileira" (2018, finalista).